# 在位時間最短的君主列表
以下是在位期間最短的國君列表，他們在位時間都不超過一年。

## 在位時間不超過一年者
- 中国南明皇帝，朱由崧（在位361天，1644年6月19日－1645年6月15日）
- 中国燕国皇帝，安禄山（在位359天，756年2月5日－757年1月29日）
- 越南阮朝皇帝，阮福明（在位338天，1884年8月2日－1885年7月6日）
- 中国隋朝皇帝，杨侗（在位335天，618年6月22日－619年5月23日）
- 埃及國王，福阿德二世（在位327天，1952年7月26日－1953年6月18日）
- 英国溫莎王朝國王、印度皇帝，爱德华八世（在位326天，1936年1月20日－12月11日）
- 中国南宋皇帝，赵昺（在位313天，1278年5月10日－1279年3月19日）
- 中国南汉皇帝，刘玢（在位309天，942年6月10日－943年4月15日）
- 墨西哥伊圖爾維德王朝皇帝，阿古斯汀一世（在位304天，1822年5月19日－1823年3月19日）
- 瑞典奧爾登堡王朝國王，克里斯蒂安二世（在位295天，1520年11月1日－1521年8月23日）
- 中国北周皇帝，宇文赟（在位285天，578年6月21日－579年4月2日）
- 英格蘭王國威塞克斯王朝國王，哈羅德二世（在位282天，1066年1月5日－10月14日）
- 中国北齐皇帝，高殷（在位279天，559年12月4日－560年9月8日）
- 阿富汗埃米爾，哈比布拉·卡拉卡尼 （在位269天，1929年1月17日－10月13日）
- 中國明朝皇帝，朱高熾（在位264天，1424年9月7日－1425年5月29日）
- 日本後南朝天皇，南天皇尊雅（在位255天，1457年12月18日－1458年8月29日）
- 中国东晋皇帝，司马昱（在位250天，372年1月6日－372年9月12日）
- 中国后梁皇帝，朱友珪（在位249天，912年7月21日－913年3月27日）
- 越南後黎朝皇帝，黎宜民（在位243天，1459年10月7日－1460年6月6日）
- 越南阮朝皇帝，阮簡宗阮福昊（在位242天，1883年12月2日－1884年7月31日）
- 中国北魏皇帝，拓跋余（在位232天，452年3月11日－10月29日）
- 中国汉国皇帝，朱泚（在位231天，783年11月7日－784年6月25日）
- 西班牙波旁王朝國王，路易斯一世（在位230天，1724年1月14日－8月31日）
- 中国东汉皇帝，刘懿（在位227天，125年5月18日－12月10日）X
- 中国北魏皇帝，元朗（在位227天，531年10月30日－532年6月13日）
- 中国刘宋皇帝，刘子勋（在位224天，466年2月7日－9月19日）
- 中国东汉皇帝，刘隆（在位220天，106年2月13日－9月21日）
- 中国隋朝皇帝，杨浩（在位195天，618年4月11日－10月23日）
- 桑給巴爾蘇丹，詹姆希德·本·阿卜杜拉（英语：Jamshid bin Abdullah of Zanzibar）（在位195天，1963年7月1日－1964年1月12日）
- 阿爾巴尼亞維德王朝（英语：Wied）主權統治者（Sovereign Prince），威廉 （在位194天，1914年2月21日－9月3日）
- 中国周国皇帝，吴三桂（在位193天，1678年3月23日－10月2日）
- 中国后周皇帝，郭宗训（在位190天，959年7月28日－960年2月3日）
- 中国唐朝皇帝，李诵（在位184天，805年2月28日－8月31日）
- 中国元朝皇帝，和世㻋（在位184天，1329年2月27日－8月30日）
- 越南後黎朝皇帝，肅宗黎敬甫（在位184天，1504年6月6日－12月7日）
- 琉球国第二尚氏王朝国王，尚成王（在位183天，1802年8月8日－1803年2月7日）
- 挪威奧爾登堡王朝國王，（在位179天，1814年2月16日－8月14日）
- 中国隋朝皇帝，杨侑（在位176天，617年12月18日－618年6月12日）
- 中国后蜀皇帝，孟知祥（在位175天，934年3月16日－934年9月7日）
- 中国楚国皇帝，桓玄（在位170天，404年1月1日－404年6月19日）
- 中国东汉皇帝，刘炳（在位155天，144年9月20日－145年2月15日）
- 中国后唐皇帝，李从厚（在位150天，933年12月20日－934年5月19日）
- 中国许国皇帝，宇文化及（在位149天，618年10月23日－619年3月21日）
- 中国汉国皇帝，侯景（在位145天，552年1月1日－552年5月26日）
- 安哈特公國阿斯坎尼亞王朝公爵，愛德華（在位145天，1918年4月21日－9月13日）
- 马来亚联合邦最高元首苏丹希沙慕丁沙（在位140天，1960年4月14日－9月1日）
- 中国东汉皇帝，劉辯（在位136天，189年5月15日－189年9月28日）X
- 中国南梁皇帝，萧正德（在位132天，548年12月16日－549年4月27日）
- 越南阮朝皇帝，阮福昇（在位122天，1883年7月30日－11月29日）
- 中国南梁皇帝，萧渊明（在位120天，555年7月1日－10月29日）
- 中国西晋皇帝，司马伦（在位117天，301年2月3日－5月30日）
- 中国北魏皇帝，元晔（在位117天，530年12月5日－531年4月1日）
- 中国成汉皇帝，李班（在位116天，334年8月11日－12月5日）
- 立陶宛國王，明道加斯二世 （在位114天，1918年7月11日－11月2日）
- 霍亨索倫王朝德意志皇帝和普魯士國王，腓特烈三世（在位98天，1888年3月9日－6月15日）
- 中国北辽君主，耶律淳（在位97天，1122年4月25日－7月29日）X
- 鄂圖曼帝國蘇丹、哈里發，穆拉德五世（在位93天，1876年5月30日－8月31日）
- 中国南梁皇帝，萧栋（在位87天，551年10月6日－552年1月1日）
- 中華帝國皇帝，洪憲帝袁世凱（在位83天，1916年1月1日－1916年3月22日）X
- 中国后燕国王，兰汗（在位80天，398年5月27日－8月15日）X
- 葡萄牙和阿爾加維布拉干萨王朝國王，佩德羅四世（在位79天，1826年3月10日－5月28日）
- 日本天皇，仲恭天皇懷成（在位77天，1221年4月20日－1221年7月9日）
- 英格蘭王國約克王朝國王、愛爾蘭領主，爱德华五世（在位77天，1483年4月9日－6月25日）
- 中国南齐皇帝，萧昭文（在位74天，494年9月10日－11月23日）
- 中国刘宋皇帝，刘劭（在位73天，453年3月16日－5月27日）X
- 芬蘭布拉班特王朝（英语：Reginarids）國王，韦伊诺一世（在位66天，1918年10月9日－12月14日）
- 尼泊爾國王，贾南德拉（第一次）（在位62天，1950年11月7日－1951年1月8日）
- 中国北汉皇帝，刘继恩（在位61天，968年8月23日－10月23日）
- 安哈特公國阿斯坎尼亞王朝公爵，约阿希姆·恩斯特（在位54天，1918年9月13日－11月12日）
- 中国元朝皇帝，懿璘質班（在位52天，1332年10月23日－1332年12月14日）
- 中国唐朝皇帝，李𥙿（在位50天，900年12月4日－901年1月23日）
- 中國秦朝君王，子婴（在位46天，前207年八月－前206年十月）
- 中国北魏皇帝，元钊（在位45天，528年4月2日－5月17日）
- 中國北魏皇帝，元愉（在位40天，508年9月22日－11月1日）X
- 中國南明皇帝，朱聿𨮁（在位40天，1646年12月11日－1647年1月20日）
- 意大利薩伏依王朝國王，翁貝托二世（在位34天，1946年5月9日－6月12日）
- 中國楚国皇帝，张邦昌（在位33天，1127年4月20日－5月23日）X
- 梵蒂冈罗马主教教宗，若望保禄一世（在位33天，1978年8月26日-9月28日）

## 在位時間不詳但不超過一年者
- 柬埔寨占城吳哥王朝國王，闍耶訶梨跋摩二世（1167年）
- 柬埔寨占城吳哥王朝國王，闍耶因陀羅跋摩五世（1191年）
- 越南胡朝皇帝，胡季犛（在位十个月，1400年2月－同年年底）X
- 中国北周天王，宇文觉（在位7个月，557年2月15日－八月）
- 中國后赵皇帝，石遵（在位6个月，349年6月16日－夏历十一月）
- 中國汉国皇帝，陈理（在位6个月，1363年九月－1364年3月22日）
- 中国北辽君主，耶律雅里（在位5个月，神历元年五月（1123年5月29日）－十月）
- 中国汉赵天王，靳准（在位4个月，318年八月－十二月）X
- 中國后赵皇帝，石鉴（在位4个月，349年十一月－350年闰正月）
- 中國前秦皇帝，苻崇（在位4个月，394年七月－十月）X
- 中国西燕皇帝，慕容忠（在位4个月，386年三月－六月）
- 中国后燕皇帝，慕容詳（在位3个月，397年五月－七月）
- 中国后燕皇帝，慕容麟（在位3个月，397年七月－十月）
- 中国汉赵皇帝，刘粲（在位两个月，318年9月1日（夏历七月）－夏历九月）
- 中國北魏皇帝，元颢（在位两个月，529年四月－7月9日）X
- 中國辽国皇帝，耶律术烈（在位两个月，1123年十月－十一月）X
- 中国西燕国王，段随（在位1个月，386年二月－三月）

## 在位時間不超過一月者
- 中国元朝皇帝，阿速吉八（在位29天，1328年10月16日－1328年11月14日）
- 中国明朝皇帝，明光宗朱常洛（在位29天，1620年8月28日－9月26日）
- 中國南宋皇帝，赵旉（在位28天，1129年3月23日－4月20日）X
- 中国西汉皇帝，汉废帝刘贺（在位27天，前74年7月18日－8月14日）
- 中國后赵皇帝，石世（在位21天，349年5月26日－6月16日）
- 中國北齐皇帝，北齐少帝高恒（在位20天，577年2月4日－28日）
- 中国唐朝皇帝，唐殇帝李重茂（在位17天，714年7月8日－7月25日）
- 中國北魏皇帝，元法僧（在位14天，525年2月22日－3月8日）X
- 中国北齐皇帝，高湝（在位13天，577年2月24日－3月9日）X
- 中國清朝皇帝，溥仪（第二次，張勳復辟）（在位12天，1917年7月1日－7月12日）X
- 科威特埃米尔萨阿德·阿卜杜拉·萨利姆·萨巴赫（在位10天，2006年1月15日－1月24日）
- 英格兰都铎王朝女王简·格雷（在位10天，1553年7月10日-7月19日）X
- 中国西燕国王，慕容顗（在位数日，386年三月）
- 中国西燕皇帝，慕容瑤（在位数日，386年三月）
- 中国后凉皇帝，吕绍（在位数日，399年十二月）X

### 在位期間不超過一週者
- 古以色列国王心利（在位7日，前884年或前876年）
- 中国汉赵皇帝，刘和（在位6天，310年8月29日－9月4日）X
- 法國卡佩王朝國王，約翰一世 （在位5天，1316年11月15日－20日）
- 中國戰國時期秦國國王，秦孝文王嬴柱 （在位3日，前250年11月12日 - 前250年11月14日）
- 中國北齐皇帝，北齐安德王高延宗 （在位3日，576年12月14日 - 576年12月17日）X
- 越南前黎朝皇帝，黎中宗黎龍鉞 （在位3日，1005年）
- 越南後黎朝皇帝，黎光治 （在位3日，1516年）
- 越南阮朝皇帝，阮恭宗阮福膺禛 （在位3天，1883年7月19日－7月22日）
- 尼泊爾沙阿王朝國王，狄潘德拉 （少於56小時，2001年6月1日－4日）X

### 在位期間不超過一日者
- 中國北魏皇帝，元氏（528年4月1日）X
- 中國金朝末代皇帝，完顏承麟（在位2-3個小時，1234年2月9日）
- 法國奧爾良王朝國王，腓力七世（在位16小時，1848年2月28日－2月29日）X
- 俄羅斯帝國羅曼諾夫王朝皇帝，米哈伊爾二世（在位16小時，1917年3月15日－3月16日）X

### 在位期間不超過一小時者
- 法國波旁王朝國王，路易十九（在位20分鐘，1830年7月30日）X

「X」者没有举行正式登基仪式，基本不被史家承认。